# Palazzo Ruffo di Castelcicala alla Sanità
Il Palazzo Ruffo di Castelcicala alla Sanità è un edificio d'interesse storico e architettonico di Napoli, sito in via Arena alla Sanità nel quartiere Stella.
Il palazzo venne commissionato da Paolo Ruffo (1696-1768), primo principe di Castelcicala, sul lato nord del giardino del confinante Palazzo Traetto. Passò poi in eredità al di lui figlio, Fabrizio (1763-1832), ricevendo verso la fine di quel secolo interventi di ingrandimento e rifacimento ad opera di Pompeo Schiantarelli (vedasi, ad esempio, lo scalone). Nei primi decenni dell'Ottocento possedeva ancora una galleria affrescata, ma in seguito venne adibito a monastero di donne con piccola chiesa interna, cadendo progressivamente nel degrado. Verso la fine del XIX secolo la famiglia Ruffo di Castelcicala si estinse con la persona di Albina (1861-?), sposatasi nel 1896 con il principe Diego De Gregorio di Sant’Elia; dunque il palazzo passò in dote a quest'ultima famiglia.